# Ufficio centrale per l'emigrazione ebraica
L'Ufficio centrale per l'emigrazione ebraica (in tedesco Zentralstelle für jüdische Auswanderung) fu un'agenzia dell'SD (Sicherheitsdienst, Servizio di sicurezza) nazista con sede a Vienna il cui compito era quello di obbligare ad emigrare il maggior numero possibile di ebrei austriaci. Con la stessa finalità di far allontanare il maggior numero di ebrei dalle rispettive aree di competenza, vennero aperti uffici omologhi a Praga ed Amsterdam.
La loro "casa madre", la Reichszentrale für jüdische Auswanderung (Ufficio centrale del Reich per l'emigrazione ebraica), si trovava a Berlino. Il loro scopo era quello di espellere gli ebrei dalle zone sotto la dominazione nazista.

## Storia
L'ufficio viennese venne istituito il 20 agosto 1938 presso il palazzo del barone Albert de Rothschild e posto sotto la guida di Adolf Eichmann. Uno degli obiettivi di Eichmann era quello di accelerare le procedure burocratiche per l'espulsione degli ebrei dall'Austria e per questa ragione creò un'efficiente macchina capace di incrementare il numero di ebrei espulsi:
Il sistema ideato da Eichmann fu capace di autofinanziarsi e, addirittura, di creare un profitto. Il primo passo fu quello di concentrare tutti gli ebrei austriaci a Vienna, costringendo la Comunità Ebraica di farsi carico di tutte le relative spese di trasporto ed alloggio dei non residenti in città. Il secondo passo fu quello di finanziare i costi di emigrazione degli ebrei più poveri attraverso la confisca dei beni degli ebrei più ricchi, riuscendo nel proposito di far emigrare gli ebrei senza costi per il Reich.
Visto il successo dell'ufficio viennese, Echmann ne costituì uno anche a Praga. Hermann Göring, entusiasta dei risultati ottenuti da Eichmann, costituì il 30 gennaio 1939 il Reichszentrale für jüdische Auswanderung, sotto la direzione del capo dell'SD Reinhard Heydrich, un ufficio con gli stessi compiti di quelli di Vienna e Praga ma esteso a tutto il Reich. Successivamente, dopo l'invasione tedesca dei Paesi Bassi completatasi il 14 maggio 1940, anche il neonato Reichskommissariat Niederlande si dotò di un proprio Zentralstelle für jüdische Auswanderung, affidando lo stesso a Ferdinand aus der Fünten.
Con l'inizio della seconda guerra mondiale, e l'affermarsi dell'idea dello sterminio, l'idea di costringere gli ebrei ad emigrare perse forza e, conseguentemente, gli uffici per l'emigrazione persero di importanza. L'esperienza maturata fu preziosa ai tedeschi per sviluppare ed affinare la politica dello sterminio.